# Camp profund del Hubble
El Camp Profund del Hubble (Hubble Deep Field o HDF en anglès) és una imatge d'una petita regió en la constel·lació de l'Ossa Major, basada en els resultats d'una sèrie d'observacions amb el Telescopi espacial Hubble. Cobreix una àrea de 144 segons d'arc de diàmetre, equivalent en grandària angular a una pilota de tennis a una distància de 100 metres. La imatge va ser composta a partir de 342 exposicions diferents preses amb la Wide Field and Planetary Camera 2 (WFPC2) del Telescopi espacial Hubble durant deu dies consecutius entre el 18 i el 28 de desembre de 1995.
El camp és tan petit que només es destaquen unes poques estrelles de la Via Làctia. Per això, la majoria dels 3.000 objectes en la imatge són galàxies, algunes de les quals estan entre les més joves i més distants que es coneixen. Al revelar un nombre tan gran de galàxies molt joves, el HDF s'ha convertit en una imatge de referència en l'estudi del principi de l'univers, i ha estat la font d'uns 400 articles científics des de la seva creació.
Tres anys després de les observacions del HDF, es va prendre una imatge d'una regió en l'hemisferi sud celeste de forma similar i va ser anomenada el Camp profund sud del Hubble. Les similituds entre les dues regions van reforçar la idea que l'univers és uniforme si s'estudia en gran escala i que la Terra ocupa una regió típica en l'univers (el principi cosmològic). En 2004, es va obtenir una imatge més profunda coneguda com el Camp ultra profund del Hubble, a partir d'imatges preses durant onze dies d'observació. Aquesta imatge és la imatge més profunda (més sensible) mai presa en longituds d'ona visibles.

## Concepció

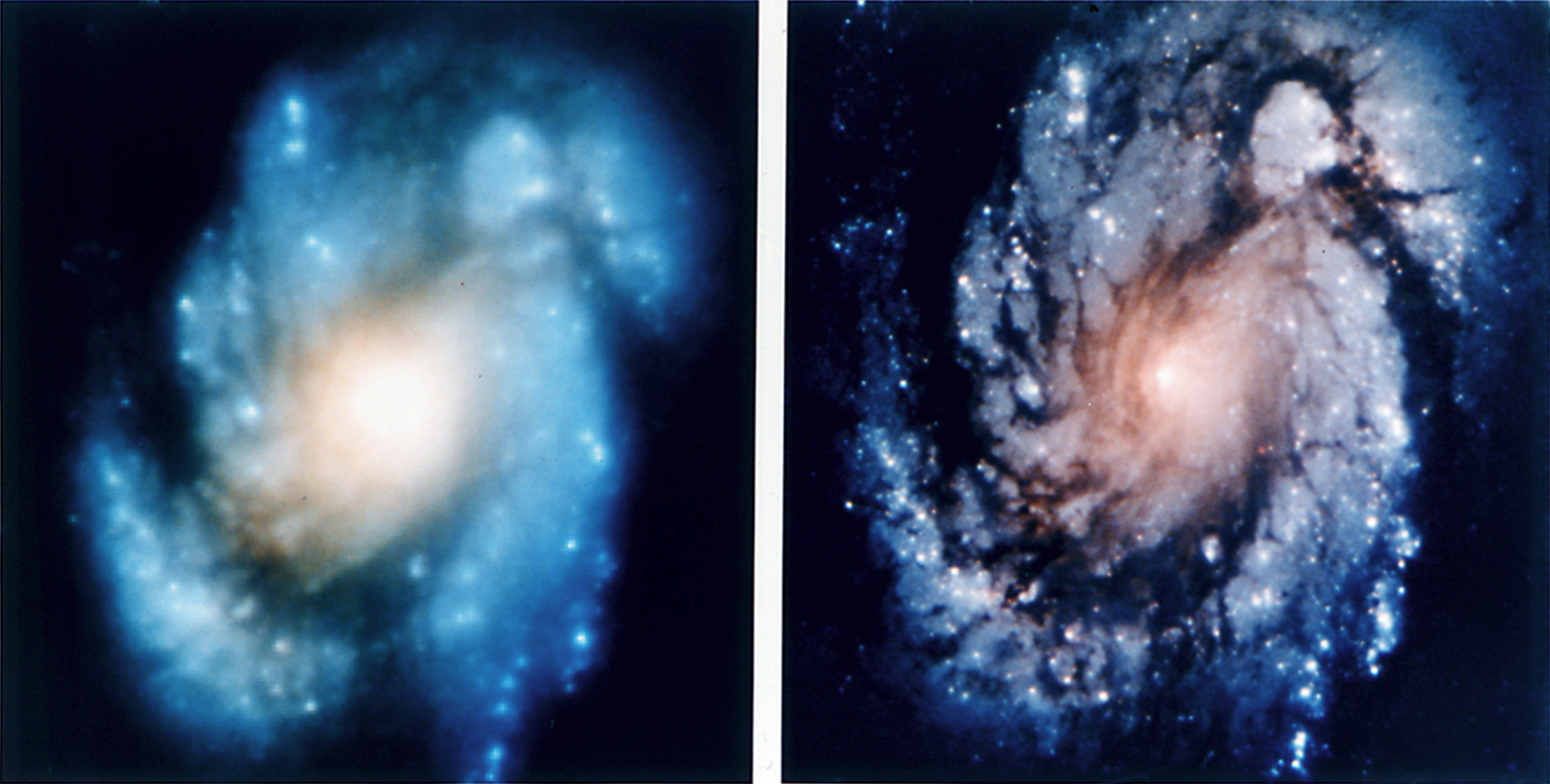
La millora espectacular en les capacitats de presa d'imatges del Hubble després que correctius òptics fossin instal·lats va animar els intents d'obtenir imatges molt profundes de galàxies distants

Un dels objectius principals dels astrònoms que van dissenyar el Telescopi espacial Hubble era usar la seva alta resolució òptica per a estudiar galàxies distants amb un nivell de detall que no era possible des del sòl. Posicionat per sobre de l'atmosfera, el Hubble evita el "airglow" atmosfèric permetent-li prendre imatges més sensibles a la llum visible i ultraviolada que les quals poden obtenir-se amb telescopis terrestres (quan una bona correcció òptica està disponible en el visible, telescopis terrestres de 10m poden ser competents). Encara que el mirall del telescopi va sofrir d'una aberració esfèrica quan el telescopi va ser llançat en 1990, va poder seguir sent usat per a prendre unes imatges de galàxies més distants de les quals havien estat aconseguides anteriorment. Com la llum triga milers de milions d'anys a arribar a la Terra de galàxies molt distants, nosaltres les veiem com eren milers de milions d'anys enrere; així, estenent l'abast d'aquesta investigació a galàxies cada vegada més distants permet un millor enteniment de com evolucionen.
Després que l'aberració esfèrica fos corregida durant la missió STS-61 de 1993 del Transbordador espacial, les ara excel·lents capacitats d'imatge del telescopi van ser usades per a estudiar les cada vegada més distants i febles galàxies. El Medium Deep Survey (MDS) va usar la WFPC2 per a prendre imatges profundes de camps aleatoris mentre altres instruments eren usats per a observacions previstes. Alhora, altres programes dedicats es van centrar en galàxies que ja eren conegudes a través d'observacions terrestres. Tots aquests estudis van revelar diferències substancials entre les propietats de les galàxies actuals i aquelles que van existir fa diversos milers de milions d'anys.
Fins a un 10% del temps d'observació del HST es designa com a Director's Discretionary (*DD) Time, i es concedeix típicament a astrònoms que desitgen estudiar fenòmens inesperats transitoris, com supernovas. Una vegada l'òptica correctiva del Hubble van demostrar funcionar bé, Robert Williams, el llavors director del Space Telescope Science Institute, va decidir dedicar una fracció substancial del seu temps DD durant 1995 a l'estudi de galàxies distants. Un Institute Advisory Committee especial va recomanar usar la WFPC2 per a prendre una parcel·la "típica" del cel a altes coordenades galàctiques, usant diversos filtres òptics.

## Selecció del camp

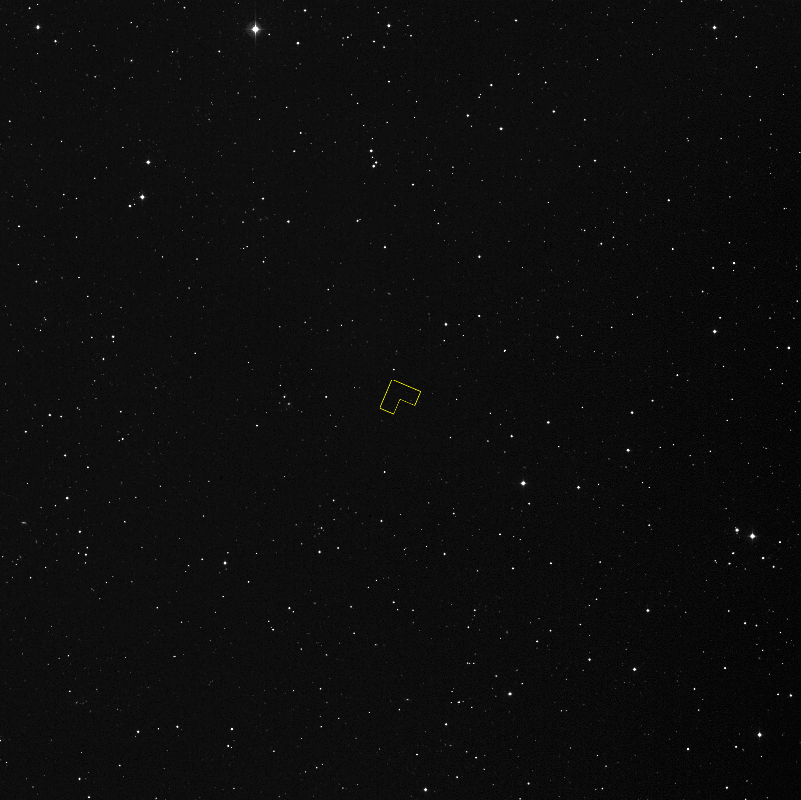
El camp HDF se situa en el centre d'aquesta imatge, mesura un grau de diàmetre i mostra una àrea poc notable de l'espai.

El camp seleccionat per a les observacions necessitava complir amb diversos criteris. Havia d'estar en una alta latitud galàctica, per a evitar el pla de la Via Làctia que conté matèria i pols interestel·lar que enfosqueix la visió. També havia d'evitar fonts de llum visible conegudes (com les estrelles de fons), i emissions infraroges, ultraviolades i de raigs X, per a facilitar posteriors estudis dels objectes que es troben en el camp profund en moltes longituds d'ones. Una altra condició necessària era estar localitzat en una regió amb baix cirrus infraroig (baixa emissió difusa en l'infraroig, considerada associada a emissions difuses infraroges en núvols freds de gas hidrogen, regions HI, causades per grans de pols calenta).
Aquests criteris van reduir considerablement el camp de recerca d'àrees potencials. Es va decidir a més que l'objectiu hauria d'estar en les zones de visió continua del Hubble (ZVC)— que són les àrees del cel que no són ocultades per la Terra o la Lluna durant l'òrbita de Hubble. El grup de treball va decidir concentrar-se en la zona nord de la ZVC, de manera que els telescopis de l'hemisferi nord, com el telescopi Keck i el Very Large Array, poguessin continuar aquestes observacions posteriorment.
Inicialment es van identificar una vintena de camps entre els quals es van seleccionar tres candidats òptims, tots dintre de la constel·lació de l'Ossa Major. Les observacions de ràdio van permetre descartar un d'ells degut al fet que contenia una forta font de ràdio; La decisió final entre els dos restants es va fer sobre la base de la disponibilitat d'estrelles de guia prop del camp: Les observacions del Hubble requereixen normalment un parell d'estrelles properes a les quals es fixen els sensors de guia fina del telescopi durant la presa d'imatges, però a causa de la importància donada a les observacions del HDF, el grup de treball va establir com a requisit un segon joc d'estrelles de guia com mesura de seguretat. Finalment es va seleccionar el camp situat en ascensió recta de 12h 36m 49.4s i de declinació de +62° 12′ 48″ %.

## Observacions

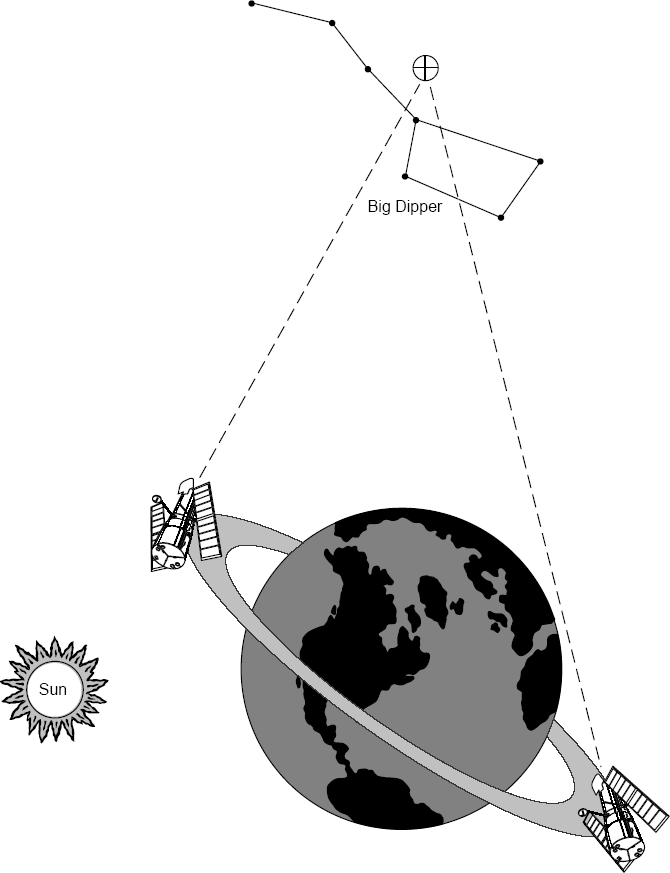
El HDF està situat en la zona nord de visió contínua de Hubble, com es mostra en aquest diagrama

Una vegada seleccionat el camp, es va desenvolupar una estratègia d'observació. Una de les decisions importants va ser el filtre a utilitzar; WFPC2 està equipat amb quaranta-vuit filtres, incloent filtres de banda estreta que aïllen línies d'emissió particulars d'interès astrofísic, i filtres de banda ampla, útils per a l'estudi dels colors d'estrelles i galàxies. La selecció de filtres que s'utilitzarien en el HDF depenia de la quantitat d'informació que produiria cada filtre— la proporció de llum que deixaria passar a través— i la cobertura espectral disponible. El més desitjable seria utilitzar filtres passabanda que s'encavalcaran el menys possible.
AL final es van seleccionar quatre filtres de banda ampla, centrats en la longitud d'ona de 300 nm (prop de la ultraviolada), 450 nm (llum blava), 606 nm (llum vermella) i 814 nm (prop de l'infraroig). Degut al fet que l'eficiència quàntica dels detectors de Hubble és relativament baixa a 300 nm, el soroll en les observacions a aquestes longituds d'ona es deu principalment al soroll dels CCD i no del fons estel·lar; de manera que aquestes observacions no podrien portar-se a terme en moments en els quals un alt soroll de fons hagués disminuït l'eficiència de les observacions en altres passos de banda.
Es van prendre imatges de l'àrea amb els filtres escollits durant deu dies consecutius, durant els quals Hubble va orbitar la Terra unes 150 vegades. Els temps d'exposició total en cada amplada de banda van anar de 42,7 hores (300 nm), 33,5 hores (450 nm), 30,3 hores (606 nm) i 34,3 hores (814 nm), dividits entre 342 exposicions individuals per a prevenir dany significatiu produït per raigs còsmics, que poden causar traces brillants quan arriben als detectors CCD.

## Processament de les dades
El processament de les dades per a obtenir una imatge final en color combinant informació de les diferents longituds d'ona era un procés complex. Els píxels brillants causats pels impactes de llamps còsmics durant les exposicions van ser eliminats comparant exposicions en la mateixa longitud d'ona preses una rere l'altra, i identificant els píxels afectats pels llamps còsmics en les diferents exposicions. Els rastres d'escombraries espacials i dels satèl·lits artificials estaven presents en les imatges originals, i van ser eliminats curosament mitjançant procediments similars de comparança automàtica entre imatges del mateix camp visual.
La llum processada provinent de la Terra era evident en, aproximadament, un quart de les imatges obtingudes. Aquest defecte es va eliminar prenent una imatge amb llum dispersada, alineant-la amb una imatge sense aquesta llum, i restant ambdues imatges de manera anàloga a com es realitza la correcció estàndard de flat-fields en imatges astronòmiques. La imatge resultant se suavitzava, i es podia llavors restar de la imatge brillant. Aquest procediment va eliminar gairebé tota la llum dispersada de les imatges afectades.
Una vegada que les 342 imatges individuals es van netejar d'aquests defectes, van ser combinades per a obtenir una imatge d'un camp major. Els científics que van planificar les observacions del HDF van iniciar una tècnica anomenada "drizzling", que consistia a variar minuciosament l'orientació del telescopi entre les diferents exposicions. Cada píxel dels xips de la càmera WFPC2 va registrar una àrea del cel de 0.09 segons d'arc de diàmetre i es van prendre imatges del mateix àrea del cel variant l'orientació de la càmera en quantitats menors a aquest angle. Les imatges resultant es van combinar usant tècniques sofisticades de processament d'imatges per a obtenir una resolució angular final millor que aquest valor. Les imatges de HDF obtingudes en cada longitud d'ona tenien unes grandàries (de píxel) de 0.03985 segons d'arc.
El processament de les dades produïa quatre imatges monocromàtiques, una en cada longitud d'ona. Combinar-les per a obtenir imatges a color (tal com apareixen publicades) era un procés una mica arbitrari. Combinant tres imatges preses en filtres amples propers vermell, verd i blau es pot obtenir una imatge a color. Degut al fet que les longituds d'ona en les quals es van prendre les imatges no corresponen a les longituds d'ona de la llum vermella, verda i blava, els colors en la imatge final donen solament una representació aproximada dels colors reals de les galàxies. La selecció de filtres utilitzades en el HDF va ser realitzada per a augmentar la utilitat científica de les observacions més que per a crear les imatges tal com les veuria l'ull humà.

## Contingut del Camp profund
Les imatges van revelar un camp replet de galàxies tot just perceptibles. Es van poder identificar més de 3.000 galàxies distants amb formes irregulars i en espiral. Algunes de les galàxies observades només ocupen uns quants píxels d'ample en les imatges. En total es pensa que el HDF conté menys de deu estrelles galàctiques properes sent la gran majoria dels objectes observats en el camp galàxies distants.
Hi ha prop de cinquanta objectes de tipus punt blau en el HDF. Molts semblen estar associats amb galàxies pròximes formant amb elles cadenes i arcs sent probable que es tracti de regions on es formen actualment estrelles. Uns altres podrien ser quàsars distants. Els astrònoms van descartar inicialment la possibilitat que alguns d'aquests punts fossin nanes blanques, ja que el seu color no era compatible amb les teories que prevalen actualment sobre l'evolució de nanes blanques. No obstant això, treballs més recents han mostrat que moltes nanes blanques prenen color blau amb els anys donant suport la idea que el HDF pogués contenir més nanes blanques de les suposades inicialment.

## Resultats científics

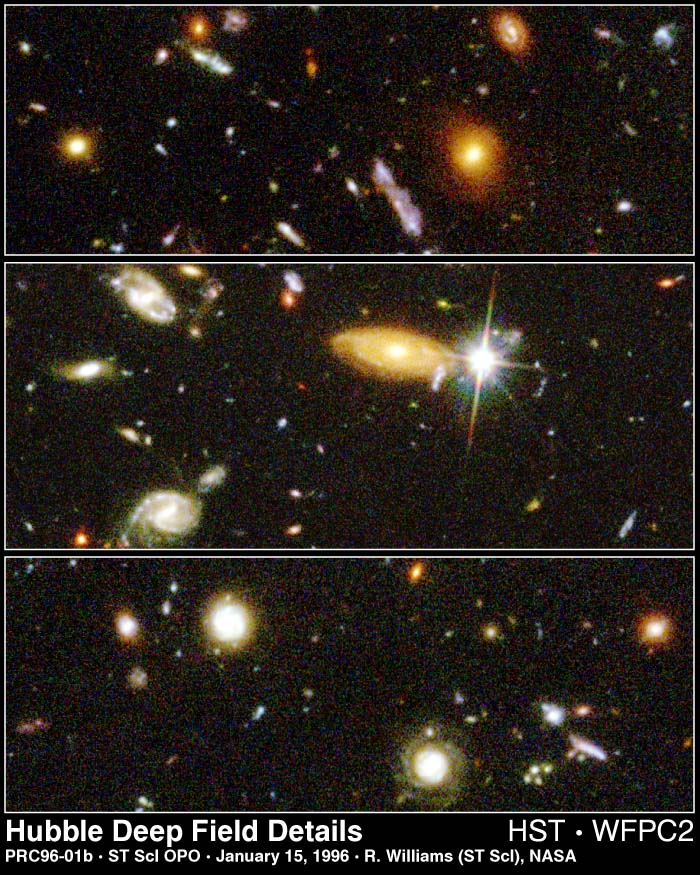
Detalls del HDF mostren l'àmplia varietat de formes, grandàries i colors de les galàxies de l'univers distant

La informació obtinguda amb l'estudi del HDF ofereix material extremadament ric per a ser analitzat pels cosmòlegs i fins a 2005, s'han escrit prop de 400 articles científics sobre el HDF en la literatura sobre astronomia. Un dels descobriments més fonamentals és l'alt nombre de galàxies amb valors desplaçats cap al vermell.
A mesura que l'univers s'expandeix, més objectes s'allunyen de la Terra a grans velocitats, en el que s'ha denominat el flux de Hubble. La llum provinent de les galàxies més distants està afectada significativament per l'efecte Doppler, que fa que la radiació que es rebi d'elles es torni vermella. Si bé es coneixien quàsars amb desplaçament cap al vermell, abans de l'estudi del HDF es coneixien molt poques galàxies amb desplaçament cap al vermell. En les imatges del HDF, s'observen almenys sis galàxies desplaçades cap al vermell, a distàncies de 12.000 milions d'anys llum. (A causa del desplaçament cap al vermell, no és possible observar en les imatges del HDF els objectes més distants; només poden ser detectats en imatges del HDF preses amb telescopis terrestres amb major longitud d'ona.)
Entre les galàxies observades en el HDF una considerable proporció són irregulars o pertorbades. Aquesta proporció és major a la de l'univers local; això s'explica degut al fet que les col·lisions i barreges de galàxies eren més comunes en l'univers quan era més jove que en l'actualitat. Es pensa que les galàxies el·líptiques es formen quan col·lideixen galàxies en espiral i irregulars.
La salut de les galàxies durant els diferents estadis de la seva evolució va permetre també que els astrònoms estimessin la variació en la taxa de formació d'estrelles pel que fa al temps d'existència de l'univers. Si bé les estimacions de les galàxies desplaçades cap al vermell del HDF no són precises, els astrònoms creuen que la formació d'estrelles ocorria a una taxa màxima de–8 fa 10.000 milions d'anys, i ha decrescut per un factor de prop de 10 des de llavors.
Un altre resultat important de l'estudi del HDF va ser el petit nombre d'estrelles "properes" (foreground stars). Durant anys, els astrònoms s'han preguntat sobre la naturalesa de l'anomenada matèria fosca, massa que sembla indetectable però que segons les observacions són prop del 90% de la massa de l'univers. Una teoria postula que la matèria fosca podria estar composta d'objectes astrofísics massivament compactes (Massive Astrophysical Compact Halo Objects) o MACHOs — objectes massius però imperceptibles com les nanes vermelles i planetes en les regions més externes de les galàxies. El HDF va mostrar, no obstant això, que no hi ha un nombre important de nanes vermelles en les parts externes de la nostra galàxia.

## Observacions posteriors
El HDF (Hubble Deep Field) s'ha convertit en una imatge representativa en l'estudi de l'univers i encara es pot aprendre molt d'ell. Des de 1995, el camp ha estat observat tant per molts telescopis terrestres com per alguns altres telescopis de l'espai, en les longituds d'ona dels raigs X.
Els objectes de major radiació infraroja es van descobrir amb el HDF utilitzant diversos telescopis terrestres, en particular el telescopi James Clerk Maxwell. L'alta radiació infraroja d'aquests objectes implica que no poden ser vists en llum visible, i generalment són detectats en les longituds d'ona de l'infraroig o submil·limètriques del HDF.
Les importants observacions de l'espai ho constaten, tant l'observatori de raigs X Chandra com l'Observatori Espacial de Radiació Infraroja (ISO). Les observacions de raigs X van mostrar sis fonts en el HDF, que es corresponen amb tres galàxies el·líptiques: una galàxia espiral, un nucli galàctic actiu i un objecte extremadament vermell, es creu que pot ser una galàxia distant que conté una gran quantitat de pols que absorbeix les seves emissions lleugeres blaves.
Les observacions de l'ISO van indicar que l'emissió infraroja en les imatges òptiques era visible des de 13 galàxies, el que s'atribueix a les grans quantitats de pols associades a la intensa formació estel·lar. Les imatges de ràdio terrestres preses usant el VLA van revelar set fonts de ràdio en el HDF, que corresponen a les galàxies visibles en les imatges òptiques.
En 1998, i usant una estratègia d'observació similar, es va observar la creació d'un HDF en l'hemisferi celestial meridional: el HDF-S. El HDF-S era molt similar al HDF original. Això dona suport el principi cosmològic que diu que l'univers, en la seva escala major, és homogeni.